# District de Srinagar
Le district de Srinagar  (ourdou : ضلع سرینگر) est un district du territoire du Jammu-et-Cachemire, en Inde.

## Géographie

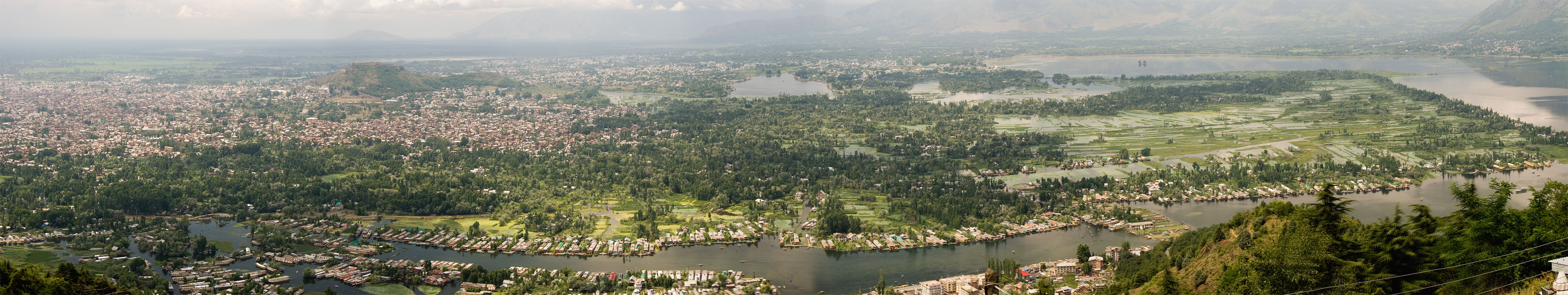
La ville de Srinagar.

Au recensement de 2011, sa population est de 1 236 829 habitants pour une superficie de 1 979 km2.
Son chef-lieu est la ville de Srinagar.